# FK Vilnius
FC Vilnius (lit. Futbolo klubas „Vilnius“) – litewski klub piłkarski z siedzibą w Wilnie, który występował w 2019 roku w I lidze.

## Historia
- 2004: FK Vilnius

Klub FK Vilnius został założony w 6 lutego 2019 roku. Założycielem klubu była Fundacja Wsparcia Narbuto, założona przez przedsiębiorcę produkującego meble biurowe Petras Narbutas. Klub nawiązał współpracę z Baltijos Futbolo Akademija (BFA), która złożyła wniosek o udział w Mistrzostwach Pierwszej Ligi 2019. Debiutancki sezon zespół zakończył na 11.miejscu wśród 15 drużyn. Jednak po zakończeniu sezonu zerwano współpracę z BFA i klub zrezygnował z dalszych występów w I lyga.
Szkoła piłkarska Vilnius Kickers, założona w pobliżu klubu, nadal szkoli młodzież, a właściciele klubów szukają możliwości założenia własnej bazy sportowej do treningu młodzieży.